# Эсатов, Руслан Сайцалиевич
Руслан Сайцалиевич Эсатов (31 октября 1984, Джамбул, Казахская ССР, СССР) — казахстанский футболист, защитник, ныне главный тренер клуба первой лиги «Мактаарал» (Атакент).

## Карьера игрока
Воспитанник таразского футбола, выступал за многие клубы Первой и Высшей лиги Казахстана.
В Первой лиге провёл 106 матчей за 7 клубов и забил 22 гола.
В Высшей лиге провел 151 игру и забил 1 гол павлодарскому «Иртышу». В 2005 и 2007 гг. играл за родной «Тараз». В 2011—2012 гг. — за кызылординский «Кайсар». В 2013—2014 годах защищает цвета талдыкорганского «Жетысу». С 2015 года — четыре года игрок «Атырау».
В 2018—2019 — защитник ФК «Мактаарал» в первой лиге.

## Тренерская карьера
23 мая 2019 года назначен главным тренером ФК «Мактаарал».